# Shawn Stasiak
Shawn Emile Stipich (Hayward, 21 luglio 1970) è un ex wrestler statunitense.
È meglio conosciuto col suo ring name Shawn Stasiak e per i suoi stint con la World Wrestling Federation, dove è stato un 15 volte Hardcore Champion, e nella World Championship Wrestling, dove è stato un tre volte World Tag Team Champion. È anche il figlio dell'ex WWF Champion Stan "The Man" Stasiak.

## Primi anni di vita
Stipich è cresciuto ad Oakville, Ontario, iscrivendosi alla White Oaks Secondary School, dove ha lottato nella Ontario Federation of School Athletic Associations. Dopo essersi diplomato, si è iscritto alla Boise State University. Nella sua permanenza in BSU, Stipich è arrivato secondo nella Pacific-10 Conference due anni di fila prima di laurearsi in comunicazioni.

## Carriera
Dopo il diploma della BSU, si è allenato come professional wrestler presso Dory Funk, Jr. e ha debuttato nel 1996 come Shawn Stasiak nella Pacific Coast Championship Wrestling promotion.

### World Wrestling Federation (1999–2000)
Nel 1996, Stipich mandò un nastro di vignette alla World Wrestling Federation, con una vignetta dove era travestito da un personaggio di Halloween chiamato Phobia ed insegnava ai bambini come fare "Dolcetto o Scherzetto" in modo sicuro. Dopo aver ricevuto il nastro, la WWF gli permise di avere un match di prova nell'ottobre 1997. Stipich ha poi firmato un contratto di sviluppo nel gennaio 1998, ed ha iniziato ad allenarsi con Tom Prichard nella Memphis, Tennessee-based Power Pro Wrestling, dove è rimasto fino a che è stato chiamato alla WWF nel 1999. Ha fatto il suo debutto in WWF il 13 aprile 1999 durante un'edizione di  Sunday Night Heat come "Meat", attaccando Tiger Ali Singh.
Stasiak è stato poi sospeso nel dicembre 1999 dopo aver registrato una calda conversazione tra Davey Boy Smith e Steve Blackman senza il loro permesso Nonostante Stasiak abbia affermato di averlo fatto per scherzo, è stato comunque licenziato.

### World Championship Wrestling (2000–2001)
Dopo aver lavorato nel circuito indipendente, Stasiak è stato messo sotto contratto nella World Championship Wrestling nel 2000. Dopo aver lavorato nella WCW Power Plant con Paul Orndorff, Ha debuttato durante l'edizione di Nitro del 10 aprile 2000 attaccando Curt Hennig. È poi entrato nei New Blood e iniziato una rivalità con Hennig. Ha subito ricevuto ring name come  "The Perfect One" e poi "PerfectShawn" Stasiak, parodia del character di Hennig, "Mr. Perfect". Stasiak ha vinto due volte contro Hennig, una delle quali durante il debutto in pay-per-view di Stasiak il 7 maggio 2000, a Slamboree. Hennig è rimasto subito impressionato da Stasiak e l'ha brevemente allenato prima del termine del contratto di Hennig nel giugno 2000.
A maggio, Stasiak formò un tag team chiamato The Perfect Event con Chuck Palumbo, e i due vinsero subito i World Tag Team Championship dopo aver sconfitto i KroniK (Brian Adams e Bryan Clark). Dopo aver vinto i titoli, hanno iniziato un feud con i KroniK per i titoli. Ad agosto, i Perfect Event hanno formato Natural Born Thrillers con Mike Sanders, Sean O'Haire, Mark Jindrak, Johnny the Bull e Reno, mentre furono per breve tempo "allenati" da Kevin Nash.

## Nel wrestling
- Mosse finali
  - Come Shawn Stasiak
    - Bridging fisherman suplex[4] – 2000–2001; parodia della mossa finale di Curt Hennig
    - Perfect Plant (Fireman's carry facebuster)

  - Come Meat
    - Meat Grinder (Inverted DDT) – 2000
- Manager
  - Curt Hennig
  - Miss Hancock / Stacy Keibler
  - Kevin Nash
  - Pretty Mean Sisters
- Soprannomi
  - "The Star"
  - "The Perfect One"
  - "PerfectShawn"
  - "The Mecca of Manhood"
  - "Planet Stasiak"
- Musica d'entrata
  - Perfect Shawn Theme di Jimmy Hart & Howard Helm (WCW/WWF)
  - Natural Born Thrillers di Jimmy Hart & Howard Helm (WCW) (usata nei The Natural Born Thrilers)
  - Ok Hold It There di Jimmy Hart & Howard Helm (WCW) (usata nei Natural Born Thrilers)
  - Do It Now di Jimmy Hart & Howard Helm (WCW)
  - Hallowed Be Thy Flame (WWE)
  - Beatnik di Art Phillips, con l'aggiunta di effetti sonori da parte di Jim Johnston (WWE)

## Titoli e riconoscimenti
- World Championship Wrestling
  - WCW World Tag Team Championship (3) – con Chuck Palumbo[5]
- World Wrestling Federation/Entertainment
  - WWF/E Hardcore Championship (15)[6]
- Pro Wrestling Illustrated
  - 117º nella lista dei migliori 500 wrestler singoli nei PWI 500 del 2002